# TweakNow RegCleaner
TweakNow RegCleaner — бесплатная утилита: правит и резервирует реестр операционной системы Microsoft Windows.

## Описание
Утилита предназначена для очистки потенциально нежелательных или нерабочих записей в реестре, которые были записаны в результате установки различного программного обеспечения или обновлений. Производит быстрое сканирование всей базы данных реестра на наличие битых или неиспользуемых значений и позволяет оперативно от них избавляться. Ко всему прочему, утилита способна откатить любое действие обратно, в случае, если полученный результат не удовлетворит пользователя.
А также может предоставить пользователям подробную информацию о каждом элементе оборудования, в том числе процессоре, материнской плате, памяти, операционной системе, оптических и жёстких дисках, сети, звуковых устройствах и о другом.

## Возможности
- Создание резервных копий для отката действий в первоначальное состояние.
- Удаляет отсутствующие DLL, шрифты, ошибки ActiveX/COM, файлы справки, упорядочивание меню «Пуск», автозагрузку, приложения, пути приложений и многое другое.
- Все настройки программы можно защитить паролем.
- Удобная деинсталляция программ.
- Дефрагментация реестра.
- Предоставляет удобный менеджер управления автозапуска программ. Пользователи могут отключить, удалить или модифицировать запуск любой программы с целью ускорить время загрузки компьютера.
- Исправляет файловые ассоциации с программами, которые уже удалены и не используются в системе.
- Анализатор дискового пространства (всей системы или выбранного каталога).
- С легкостью выполняет очистку временных или потенциально нежелательных файлов (MRUs) в системе, которые записываются и остаются в некоторых программах, включая Internet Explorer, Firefox, Google Chrome, Windows Media Player, Windows Explorer, OpenOffice.org, MS Paint, WinRAR, QuickTime, WordPad.